# Lehota
Lehota (in ungherese Abaszállás) è un comune della Slovacchia facente parte del distretto di Nitra, nella regione omonima.
Qua è nato il vescovo Milan Šašik.